# Lythrum wilsonii
Lythrum wilsonii är en fackelblomsväxtart som beskrevs av H.J. Hewson. Lythrum wilsonii ingår i släktet fackelblomstersläktet, och familjen fackelblomsväxter. Inga underarter finns listade i Catalogue of Life.